# محمدکریم کوشکی
محمدکریم کوشکی، روستایی از توابع بخش طرهان شهرستان کوهدشت در استان لرستان ایران است.

## جمعیت
این روستا در دهستان طرهان غربی قرار دارد و براساس سرشماری مرکز آمار ایران در سال ۱۳۸۵، جمعیت آن ۲۴۷ نفر (۵۲خانوار) بوده‌است.یکی از خوشنام ترین افراد این روستا مرحوم محمدکریم فرزند مرحوم عزیزبک بوده که به رفتار و منش نیکو و بخشندگی دربین افراد روستا و روستاهای اطراف معروف بوده و همیشه از او به نیکی یاد می کنند.